# Erbmühle
Erbmühle ist ein Gemeindeteil des Marktes Breitenbrunn im Landkreis Neumarkt in der Oberpfalz in Bayern.

## Geschichte
Die an der Weißen Laber gelegene Weiler Erbmühle gehört seit jeher zum Pfarrort Gimpertshausen und teilte dessen Geschicke. 1594 betrieb diese Erbmühle laut Steuerbeschreibung ein Stephan Gigler. Auf der Karte für die Herrschaft Breitenegg von 1626  ist sie als Heimblmül eingezeichnet. Sie wurde etwa Mitte des 17. Jahrhunderts auch Stadlermühle genannt. In der Zeit von 1647 bis 1663  lieferten  Leonhard und Adam Stadler von der Stadlermühle Weizen zum Weißbräuhus Kelheim. Sie gaben der Mühle vorübergehend ihren Namen. Sie wurde in späteren Unterlagen auch als Zachesmühle bezeichnet, benannt nach Zacharias Birkl. Er und seine Nachkommen haben sie von 1708 bis 1766 betrieben. Bei den Einheimischen heißt das Anwesen immer noch so. Offiziell wird sie seit langem als  Erbmühle bezeichnet. Ab 1766 wurde sie durch Einheirat von der Müllersfamilie Plank übernommen und war eine 2-gängige Getreidemühle mit angeschlossenem kleinem Sägewerk. 1837 führte ein Sommergewitter zu Hochwasser im Labertal, „die Erbmühle wurde einige Schuh hoch mit Schutt bedeckt“. 1911 wurde eine Vollgatter-Säge in Betrieb genommen. Zur gleichen Zeit wurden die beiden Wasserräder der Erbmühle durch Turbinen ersetzt. Der Mahlbetrieb wurde 1950, der Sägebetrieb 1970 eingestellt, und die Mühle wurde in ein Gasthaus mit Pension umgewidmet. Ab 2003 hielt der Gast- und Landwirt zeitweise eine Wasserbüffel-Herde.
Ferner gibt es im Gemeindeteil einen Forellenhof, der unter diesem Namen schon in der Hauptsteuerbeschreibung des Pfleggerichts Dietfurt von 1612/1721 zu finden ist. 1721 ist in der Steuerbeschreibung ein Froschhof aufgeführt, der je zur Hälfte zur Erbmühle und der benachbarten Vogelmühle gehörte.
Am 1. Juli 1972 wurde die bis dahin selbständige, im äußersten Norden des Landkreises Riedenburg gelegene Gemeinde Gimpertshausen, nur aus Gimpertshausen und der Erbmühle bestehend, im Zuge der Gebietsreform in den Markt Breitenbrunn im Landkreis Neumarkt in der Oberpfalz eingegliedert. Zuvor gehörte Gimpertshausen zum Landkreis Riedenburg, Breitenbrunn zum Landkreis Parsberg.

## Einwohnerzahlen
- 1836: 07 (1 Haus)[6]
- 1871: 11 (6 Gebäude; 2 Pferde, 11 Stück Rindvieh)[7]
- 1937: 08[8]
- 1950: 16 (2 Wohngebäude)[9]
- 1987: 18 (3 Wohngebäude, 4Wohnungen)[10]

## Verkehrsanbindung
Erbmühle liegt an der Kreisstraße NM 11 zwischen Staadorf und Holnstein. Eine Gemeindeverbindungsstraße führt in nordöstliche Richtung hinauf auf die Jurahochfläche nach Gimpertshausen. Von dort aus erreicht man über die Kreisstraße NM 13 den Gemeindesitz Markt Breitenbrunn. Südlich der Erbmühle liegt auf der rechten Seite der Unterbürger Laber die ältere, zu Staadorf gehörende Voglmühle, die über eine kurze Abzweigung von der Gemeindeverbindungsstraße Erbmühle – Oening zu erreichen ist.

## Persönlichkeiten
- Hans Plank, genannt „Hennerer“, 1912 bis 1979 auf der Erbmühle lebend, Geflügel- und Schweinezüchter, Erbauer des sogenannten Wasserschlosses, eines bizarren Tuffsteingebäudes in einem – bereits im angrenzenden Landkreis Beilngries gelegenen – Karpfenteich, das 1969 behördlicherseits gesprengt wurde.[11][12]